# Cyrill Pivko
Cyrill Pivko, též Cyril Pivko (4. července 1879 Benice – 3. června 1933 Turčiansky Sv. Martin), byl slovenský a československý politik, meziválečný senátor Národního shromáždění ČSR za Republikánskou stranu zemědělského a malorolnického lidu.

## Biografie
Byl členem starého rolnického rodu z Benic. Už v mládí se začal politicky angažovat. Před rokem 1918 byl aktivní v Slovenské národní straně v Turčianském Svätém Martinu. Kandidoval za ni do župního výboru. Za první světové války byl povolán do služby. Po roce 1918 v rodném regionu zakládal první organizace Slovenské národní a rolnické strany (SNaRS), která se později sloučila s celostátní republikánskou (agrární) stranou. Byl jejím okresním předsedou a později i krajským předsedou. V Turčianském Svätém Martinu založil rolnické skladištní družstvo a rolnickou vzájemnou pokladnu, později zakládal družstevní rolnickou sýrárnu v Štubnianských Teplicích.
Profesí byl rolníkem v Benicích.
V parlamentních volbách v roce 1925 získal senátorské křeslo v Národním shromáždění. Mandát obhájil v parlamentních volbách v roce 1929. V senátu setrval do své smrti roku 1933. Pak ho nahradil Vladimír Krno.